# Maria Röder
Maria Röder, geborene Aßmann, später Müller (* 17. November 1903 in Sulzbach/Saar; † 26. September 1985 in Dudweiler) war eine deutsche KPD-Funktionärin, Frauenrechtlerin und Justizopfer des Nationalsozialismus.

## Leben
Maria Aßmann wuchs in den ärmlichen Verhältnissen einer sozialdemokratischen Arbeiterfamilie auf. Kurz nach dem Ersten Weltkrieg verstarben beide Eltern und Aßmann schlug sich als ungelerntes Dienstmädchen durch. 1922 heiratete sie einen sozialdemokratischen Bergmann und nahm den Namen Müller an. Der Besuch einer Frauenkundgebung im gleichen Jahr, organisiert von Angela Braun-Stratmann, veränderte ihr Leben. Sie trat zunächst in die SPD ein und begann sich für Sozialwesen und Kommunalpolitik zu interessieren.
1929 brach sie angesichts des Blutmais mit der SPD und kam über den Bund werktätiger Frauen zur KPD. Zwischenzeitlich wurde ihre Ehe, aus der zwei Kinder hervorgegangen waren, geschieden und sie bezog eine Wohnung zusammen mit der Kommunistin Ida Laub. 1933 trat sie endgültig zur KPD über und wurde Frauenleiterin von St. Johann im Abstimmungskampf um das Saargebiet. Sie half Emma Stenzer, deren Ehemann Franz Stenzer am 22. August 1933 von den Nationalsozialisten im KZ Dachau ermordet wurde, bei der Flucht, indem sie die Frau mit ihren Kindern über die Schweiz in das Saargebiet brachte. 1934 nahm sie am Internationalen Frauenkongress in Paris teil.
Nachdem das Saargebiet an das Deutsche Reich angegliedert wurde, arbeitete sie als Kurierin für illegale KPD-Stellen in Lothringen und brachte heimlich Flugblätter und Zeitungen in das Saarland. In dieser Zeit gehörte sie zusammen mit Otto Johänntgen und Walter Brückner zu den einflussreichsten Funktionären der KPD, die innerhalb des Deutschen Reichs agierten.
Am 3. August 1935 wurde Müller zusammen mit ihrer Mitbewohnerin Ida Laub verhaftet und im Saarbrücker Lerchesflur-Gefängnis verhört. Am 29. Mai 1936 wurde sie in das Frauengefängnis Zuchthaus Preungesheim verlegt. In einem Massenprozess gegen 28 Antifaschisten vor dem 2. Senat des Volksgerichtshofes wurde sie zu fünf Jahren Zuchthaus verurteilt, die sie bis zum 20. August 1940 überwiegend im Zuchthaus und Strafgefängnis Dreibergen-Bützow absaß. Bis 1942 stand sie unter Polizeiaufsicht, blieb danach jedoch unbehelligt. 1944 heiratete sie den Bergmann Nikolaus Röder.
Maria Röder engagierte sich nach dem Zweiten Weltkrieg in der Vereinigung der Verfolgten des Naziregimes – Bund der Antifaschistinnen und Antifaschisten. Unter anderem trat sie als Zeitzeugin im Fernsehen auf. Zudem nahm sie an Führungen im KZ Natzweiler-Struthof teil.